# كاثرين براشاو
كاثرين براشاو (بالإنجليزية: Cathryn Bradshaw)‏ هي ممثلة بريطانية، ولدت في 13 يناير 1964 في بلاكبول في المملكة المتحدة.

## وصلات خارجية
- كاثرين براشاو على موقع IMDb (الإنجليزية)
- كاثرين براشاو على موقع قاعدة بيانات الفيلم (الإنجليزية)